# Aldo tous risques
Aldo tous risques est une mini-série française de 4 téléfilms de 90 minutes, et diffusée du 5 octobre 1991 sur La Cinq au 23 décembre 1992 sur M6. En Belgique, elle a été diffusée en juillet 1992 sur RTL-TVI et au Luxembourg elle a été diffusée sur RTL TV.

## Historique
Aldo tous risques est la conséquence des quotas de production française imposés à la fin des années 1980. Cette collection a été initiée par le groupe Hachette en 1991 étant devenu actionnaire de La Cinq. Malheureusement, la chaîne cessera d'émettre avant d'en diffuser l'intégralité. Les téléfilms restants seront diffusés sur M6.

## Distribution
- Aldo Maccione : Aldo Bocampe (personnage récurrent)

## Épisodes
1. Mascarade[1], réal. Michel Lang, diffusé le 5 octobre 1991[3] sur La Cinq. Rediffusion le 6 janvier 1993[4],[5] sur M6.
2. La guigne, réal. Michel Wyn, diffusé le 26 février 1992[6] sur La Cinq.
3. Corps de ballet, réal. François Cohen-Séat, diffusé le 18 novembre 1992[7] sur M6. Rediffusion le  6 mai 1995[8] sur M6.
4. Direct au cœur, réal. Claude Vital, diffusé le 23 décembre 1992[9] sur M6.